# Nenad Starovlah
Nenad Starovlah (* 29. Juli 1955 in Sarajevo) ist ein ehemaliger jugoslawischer Fußballspieler und -trainer.

## Spielerkarriere

### Vereine
Starovlah spielte von 1972 bis 1982 ausschließlich  für den FK Željezničar Sarajevo und einmalig in der Saison 1976/77 nicht in der 1. Jugoslawischen Liga; in der 2. Jugoslawischen Liga wurde er 25 Mal eingesetzt – insgesamt bestritt er 137 Punktspiele, in denen er vier Tore erzielte. Mit zwei fünften Plätzen am Ende seiner Premieren- und seiner letzten Saison erreichte er mit seiner Mannschaft das jeweils beste Ergebnis in der Meisterschaft. Im Finale um den nationalen Vereinspokal 1981 unterlag er mit seiner Mannschaft dem FK Velež Mostar mit 2:3.

### Nationalmannschaft
Starovlah spielte im Jahr 1978 unter Trainer Otto Barić für die Amateurnationalmannschaft Jugoslawiens im Wettbewerb um den UEFA-Amateur-Cup. Am 15. Mai erreichte seine Mannschaft – nachdem sie sich zuvor im Halbfinale mit 3:1 im Elfmeterschießen gegen die Amateurnationalmannschaft Deutschlands durchgesetzt hatte – das Finale. In Athen wurde die Amateurnationalmannschaft Griechenlands mit 2:1 n. V. bezwungen.
Für die A-Nationalmannschaft bestritt er zwei Länderspiele, wobei er am 1. April 1979 in Nikosia beim 3:0-Sieg über die Nationalmannschaft Zyperns debütierte. Seinen letzten Einsatz als Nationalspieler hatte er am 31. Oktober 1979 in Mitrovica beim 2:1-Sieg über die Nationalmannschaft Rumäniens. In der Qualifikationsgruppe 3 für die Europameisterschaft 1980 setzte sich am Ende die Nationalmannschaft Spaniens durch.

### Erfolge
- UEFA Amateur Cup-Sieger 1978
- Finalist Jugoslawischer Pokal 1981

## Trainerkarriere
Bereits als aktiver Spieler war er auch als Trainer aktiv. 
Von 1982 bis 1991 war er durchgehend als Jugendtrainer der jüngsten Nachwuchsmannschaften des FK Željezničar Sarajevo verantwortlich. Später und parallel war er von 1985 bis 1988 bzw. von 1987 bis 1991 Trainer der U21- bzw. der U16-Nationalmannschaft Jugoslawiens. Erste Vereine in der Heimat waren in der Saison 1992/93 der FK Hajduk Kula, in der Folgesaison der FK Borac Čačak.
Mit Ethnikos Piräus (01.07.94 – 07.11.94), Apollon Limassol (01.09.95 – 23.10.98), Enosis Neon Paralimni (01.07.99 – 30.06.00), FK Sutjeska Nikšić (01.07.00 – 30.06.02) folgten Vereine außerhalb Jugoslawiens, die er trainierte. Danach war er vier Jahre lang Leiter der Nachwuchsabteilung von Apollon Limassol, für den Verein er in der Zeit vom 26. September bis 2. November 2004 als Interimstrainer einsprang.
Nach Sarajevo zurückgekehrt übernahm er vom 1. Juli 2006 bis 1. Januar 2007 nochmal die Verantwortung für den FK Željezničar Sarajevo. Eineinhalb Jahre später und für acht Jahre war er als Teammanager von Omonia Nikosia aktiv.